# 一个女大学生的情思
《一个女大学生的情思》是壮族作家陆少平的首部诗歌集。广西民族出版社1988年7月出版，1989年10月再版，原收入作者1981年到1987年的大部分作品，再版时把大学以前的《星星的梦幻》辑抽掉，余下的全是大学4年所作。分《初恋的回忆》、《青春奏鸣曲》、《北方的记忆》等3辑。共有抒情诗、哲理诗86首。有《自序》与《后记》。诗初版获首届壮族文学奖。
该诗集并不是“女性诗歌”的集子，作者说“不要掌声，只求理解”。《初恋的回归》是写青年人的爱情生活感受，热烈而又缠绵，魂牵梦绕，躁动不安的初恋情绪表现得真挚亲切。《青春的奏鸣》，写那些活泼的女大学生的幸福欢乐与那些小小的失落和忧伤，发出“我们年轻”的感叹。集中有出小诗精于构思，如《红苹果》一诗，选取了很好的比喻，写出了年轻女子的特点。《都市交响诗》写城市中青年人的现代生活和情趣，《北方的记忆》是对过去了的生活感受，农村的特点较浓，深沉而凝重。不过许多诗也被批评热烈多过深沉，流于肤浅。